# Interstate 65
Interstate 65 – amerykańska autostrada międzystanowa znajdująca się w środkowo-wschodniej części kraju; biegnąca z północy na południe. Zaczyna się w Gary w stanie Indiana (południe Chicago), a kończy się w mieście Mobile w stanie Alabama blisko zatoki meksykańskiej. Droga ma długość 1428 km/ 887,3 mil.
Autostrada biegnie przez stany:
- Alabama
- Tennessee
- Kentucky
- Indiana.

Jest ważną arterią komunikacyjną miast:
- Mobile – skrzyżowanie z I10
- Montgomery – łączy się z I85
- Birmingham – skrzyżowanie z I20 i I59
- Nashville – skrzyżowanie z I24
- Nashville – skrzyżowanie z I40
- Louisville – skrzyżowanie z I64 i I71
- Indianapolis – skrzyżowanie z I74
- Indianapolis – skrzyżowanie z I70
- Gary – skrzyżowanie z I80 i I94
- Gary – skrzyżowanie z I90.